# 夏侯和
夏侯 和（かこう か/かこう わ、生没年不詳）は、中国三国時代から西晋にかけての武将、政治家。魏・西晋に仕えた。字は義権。父は夏侯淵。兄は夏侯衡・夏侯覇・夏侯称・夏侯威・夏侯栄・夏侯恵。『三国志』では魏志「諸夏侯伝」が引く『世語』に記述がある。
弁舌爽やかで才気にあふれた人物であった（『世語』）。太和年間に他の3人の兄弟とともに関内侯を与えられた。
後に相国となった司馬昭の左司馬となり、蜀が滅亡すると使者として成都に派遣された。鍾会が反乱を起こすと、ともに使者として成都にいた騎士曹属の朱撫や、鍾会の参軍であった賈輔・羊琇と共にこれに抵抗した。乱の鎮圧後、その功績が称えられ、賈輔と共に郷侯に封じられた（「陳留王紀」）。
その後、河南尹・太常となった。『晋書』によると、以下のような逸話があったという。
西晋の武帝司馬炎の時代、夏侯和は河南尹の職にあった。あるとき司馬炎が病気に罹り重態となった。このころ、賈充が2人の娘を司馬衷と斉王司馬攸に嫁がせていたため、夏侯和は英明で名高かった司馬攸を擁立するよう勧めたという。快復した司馬炎はこれを聞きつけ警戒し、賈充の兵権を一時剥奪した上で、夏侯和を光禄勲に降格させたという（「賈充伝」）。
小説『三国志演義』では兄の夏侯覇・夏侯威・夏侯恵とともに登場し、司馬懿配下として諸葛亮と戦う。